# 1997 في بولندا
فيما يلي قوائم الأحداث التي وقعت خلال عام 1997 في بولندا.

## سياسة

### تعيين في المنصب
- 31 أكتوبر – جيرزي بيك رئيس مجلس وزراء بولندا.

## برامج ومسلسلات وأنمي
- العشيرة

## كتب
من الكتب التي صدرت هذه السنة في بولندا:
- 1 يناير – برج السنونو من تأليف أندريه سابكوسكي.

## مواليد

### مارس
- 17 مارس – كونراد بوكوويكي منافِس أوليمبي بولندي.[1]

### ديسمبر
- 15 ديسمبر – ماجدالينا فريتش لاعبة كرة مضرب بولندية.

## وفيات

### يناير
- 1 يناير – هيلموت فوجل (مواليد 1929) فيزيائي ألماني.[2]

### مارس
- 14 مارس – فريد زينمان (مواليد 1907)[3]

### يوليو
- 4 يوليو – ميغيل ناجدورف (مواليد 1910)[4]

### أغسطس
- 30 أغسطس – إرنست فيليموفسكي (مواليد 1916) لاعب كرة قدم بولندي.

### ديسمبر
- 5 ديسمبر – رودلف باهرو (مواليد 1935) سياسي ألماني.[5]